# Cecco Angiolieri
Cecco Angiolieri [ˈʧekko anʤoˈljɛri] (* Siena um 1260; † ebenda um 1312) war ein italienischer Dichter des Hochmittelalters und Zeitgenosse von Dante Alighieri.
Über sein Leben ist wenig bekannt, die wenigen Quellen, auf die zurückgegriffen werden kann, lassen sein Leben als unstet und unkonventionell erscheinen. Allerdings verweisen aktuelle Kritiken darauf, dass Cecco vermutlich tatsächlich weniger rebellisch war, als die sich auf ihn beziehenden Romantiker glauben machen wollen.

## Leben
Geboren wurde er gegen 1260 als Sohn von Angioliero und Lisa de’ Salimbeni. Der Vater seinerseits stammte von Angioliero – genannt Solàfica – ab, dieser war einige Jahre Bankier von Papst Gregor IX. gewesen.
1281 war er unter den Seneser Guelfen bei der Belagerung der im Castello di Torri di Maremma verschanzten ghibellinischen Mitbürger. Nach der Überlieferung wurde er mehrfach wegen unerlaubten Verlassens des Kampffeldes belangt. Auch aus späterer Zeit finden sich immer wieder Strafen wegen diverser Übertretungen.
1288 nahm er als Soldat mit den verbündeten Florentinern an Kämpfen gegen Arezzo teil. Es scheint möglich, dass er dabei Dante kennenlernte. Das Sonett 100, das zwischen 1289 und 1294 datiert wird, deutet zumindest an, dass die beiden sich persönlich kannten. Gegen 1296 musste er sich aufgrund politischer Verwicklungen aus Siena entfernen. Aus dem Sonett 102 (1302–1303) lässt sich schließen, dass Cecco sich zu der Zeit in Rom befand. Ob die Abwesenheit aus Siena in den Jahren 1296 bis 1303 ununterbrochen war, bleibt unklar. Das Sonett bezeugt indessen den endgültigen Bruch zwischen Dante und Cecco. Die entsprechenden Antworten seitens Dantes sind verloren gegangen, so dass die Gründe für die Verschlechterung der vermutlich ursprünglich freundschaftlichen Beziehungen nicht nachvollziehbar werden.
Das letzte belegte Zeugnis aus seinem Leben haben wir 1302, als Cecco aus Bedürftigkeit einen Weinberg an einen gewissen Neri Perini aus Sant’Andrea für siebenhundert Lire verkaufte.
Aus einem Dokument vom 25. Februar 1313 lässt sich erfahren, dass seine fünf minderjährigen Kinder (eine Tochter war bereits verheiratet) auf die Erbschaft verzichteten, da sie zu sehr mit Schulden belastet war. Es ist also anzunehmen, dass Cecco Angiolieri um den Jahreswechsel 1312/1313 gestorben ist.

## Werk
Angiolieri werden rund 150 Sonette zugeschrieben. Bei etwa 20 ist die Zuschreibung unsicher. In anschaulicher und realistischer Sprache gefasst, ist seine Poesie von respektloser und beißender Satire und Übertreibung. Das bekannteste Sonett S’i’ fosse foco, ardereï ’l mondo („Wär’ ich Feuer, verbrennte ich die Welt“) ist in seiner provozierenden Diesseitigkeit und seiner Missachtung der Konventionen des 14. Jahrhunderts sicherlich beispielhaft. Es wurde von Fabrizio De André vertont.